# BSG Chemie Leipzig (1997)
BSG Chemie Leipzig (celým názvem: Betriebssportgemeinschaft Chemie Leipzig e.V.) je německý fotbalový klub, který sídlí v saském městě Leipzig. Založen byl v roce 1997, jeho nepřímými předchůdcci jsou BSG Chemie Leipzig a FC Sachsen Leipzig. Od sezóny 2018/19 působí v Oberlize Nordost Süd, páté německé nejvyšší fotbalové soutěži. Klubové barvy jsou zelená a bílá.
Své domácí zápasy odehrává na stadionu Alfred-Kunze-Sportpark s kapacitou 10 500 diváků.

## Historie
Příznivci staré Chemie v roce 1997 založili vlastní sportovní sdružení BSG Chemie Leipzig snažící se navázat zejména na tradici 60. let, svou novou cestu však tehdy začal na nejnižším stupni německého ligového systému – ve 3. Kreisklasse Leipzig – Staffel 1. Ve sportovní terminologii se tak jedná o tzv. Phoenix club. Obnovený klub Chemie Leipzig se po zániku legálního nástupce hlásí ke dvěma titulům mistra NDR (1951, 1964) a zisku dvou východoněmeckých pohárů (1957, 1966), kterého dosáhlo původní BSG Chemie Leipzig.

## Získané trofeje
- Sachsenpokal ( 1× )
  - 2017/18

## Umístění v jednotlivých sezonách
Stručný přehled
Zdroj: 
- 2008–2009: 3. Kreisklasse Leipzig – sk. 1
- 2009–2010: 2. Kreisklasse Leipzig – sk. 1
- 2010–2011: 1. Kreisklasse Leipzig – sk. 1
- 2011–2013: Sachsenliga
- 2013–2014: Bezirksliga Sachsen Nord
- 2014–2016: Sachsenliga
- 2016–2017: Fußball-Oberliga Nordost Süd
- 2017–2018: Fußball-Regionalliga Nordost
- 2018–2019: Fußball-Oberliga Nordost Süd
- 2019–: Fußball-Regionalliga Nordost

Jednotlivé ročníky
Zdroj: 
Legenda: Z - zápasy, V - výhry, R - remízy, P - porážky, VG - vstřelené góly, OG - obdržené góly, +/- - rozdíl skóre, B - body, zlaté podbarvení - 1. místo, stříbrné podbarvení - 2. místo, bronzové podbarvení - 3. místo, červené podbarvení - sestup, zelené podbarvení - postup, fialové podbarvení - reorganizace, změna skupiny či soutěže
| Německo (2008 – ) |                                |        |    |    |    |    |     |    |      |    |        |
| Sezóny            | Liga                           | Úroveň | Z  | V  | R  | P  | VG  | OG | +/-  | B  | Pozice |
| 2008/09           | 3. Kreisklasse Leipzig – sk. 1 | 12     | 28 | 25 | 1  | 2  | 158 | 18 | +140 | 76 | 1.     |
| 2009/10           | 2. Kreisklasse Leipzig – sk. 1 | 11     | 26 | 24 | 2  | 0  | 105 | 19 | +86  | 74 | 1.     |
| 2010/11           | 1. Kreisklasse Leipzig – sk. 1 | 10     | 30 | 25 | 4  | 1  | 99  | 27 | +72  | 79 | 1.     |
| 2011/12           | Sachsenliga                    | 6      | 30 | 15 | 5  | 10 | 54  | 33 | +21  | 47 | 7.     |
| 2012/13           | Sachsenliga                    | 6      | 30 | 7  | 8  | 15 | 36  | 46 | -10  | 29 | 14.    |
| 2013/14           | Bezirksliga Sachsen Nord       | 7      | 26 | 19 | 3  | 4  | 56  | 17 | +39  | 60 | 1.     |
| 2014/15           | Sachsenliga                    | 6      | 30 | 17 | 5  | 8  | 54  | 29 | +25  | 56 | 3.     |
| 2015/16           | Sachsenliga                    | 6      | 30 | 18 | 6  | 6  | 68  | 30 | +38  | 60 | 1.     |
| 2016/17           | Fußball-Oberliga Nordost Süd   | 5      | 30 | 22 | 5  | 3  | 69  | 21 | +48  | 71 | 1.     |
| 2017/18           | Fußball-Regionalliga Nordost   | 4      | 34 | 8  | 11 | 15 | 21  | 51 | -30  | 35 | 16.    |
| 2018/19           | Fußball-Oberliga Nordost Süd   | 5      | 30 | 21 | 6  | 3  | 65  | 29 | +36  | 69 | 1.     |
| 2019/20           | Fußball-Oberliga Nordost Süd   | 4      | 23 | 4  | 11 | 8  | 20  | 26 | -6   | 23 | 12.    |
| 2020/21           | Fußball-Oberliga Nordost Süd   | 4      | 13 | 7  | 3  | 3  | 25  | 12 | +13  | 24 | 3.     |
| 2021/22           | Fußball-Oberliga Nordost Süd   | 4      | 38 | 16 | 8  | 14 | 47  | 48 | -1   | 56 | 9.     |
| 2022//23          | Fußball-Oberliga Nordost Süd   | 4      | 34 | 14 | 11 | 9  | 50  | 45 | +5   | 53 | 7.     |
| 2023/24           | Fußball-Oberliga Nordost Süd   | 4      | 34 | 13 | 11 | 10 | 40  | 40 | 0    | 50 | 8.     |
| 2024/25           | Fußball-Oberliga Nordost Süd   | 4      | 34 | 8  | 10 | 16 | 33  | 59 | -26  | 34 | 14.    |

Poznámky
- 2010/11: Po sezóně proběhla výměna licencí s VfK Blau-Weiß Leipzig. Chemie se tak v následující sezóně zúčastnila Sachsenligy, šesté nejvyšší fotbalové soutěži na území Německa.